# رشاد اسماعيلوف
رشاد بن فاعل اسماعيلوف (مواليد 7 يونيو 1974) في جمهورية أذربيجان الاشتراكية السوفيتية.
هو دبلوماسي أذربيجاني وسفير جمهورية اذربيجان المفوض فوق العادة في دولة قطر(2018—2022).

## سيرة حياته ونشاطه
ولد رشاد اسماعياوف في باكو 7 يونيو عام1974زفي عائلة مثقفة وتخرج من المدرسة الابتدائية والثانوية المرقمة 7والمسماة باسم ممد راحموف في عام 1981-1991 بالمدالية الذهبية وحضر فتخرج من كلية القانون في جامعة باكو الحكومية بالشهادة المتميزة وتخرج أيضا من كلية المالية والائتمان في جامعة باكو للاقتصاد وفي وقت لاحق أصبح رئيسا في منظمة «الحياة» غير الحكومية لقسم الحقوق الدولي.

## تعلمه
- 1991-1981 المدرسة الابتدائية والثانوية المرقمة 7 باسم ممد راحموف، مدينة باكو محافظة سبائل.
- 1996-1991 جامعة باكو الحكومية المسماة باسم محمد امين رسول زاده كلية الحقوق والاختصاص: متخصص في مجال الحقوق فتخرج متميزا.
- 2003-2001جامعة الاقتصاد الاذربيجانية الحكومية كلية المالية والائتمان والاختصاص: اقتصادي.

## دورات تحسين وتكميل
- 2003 ايطاليا مدينة تورينو المحاضرة بخط منظمة الامم المتحدة في مركزة الاستثمار العام وازالة الفقر (الشهادة المرقمة:A900145)
- 2004 –ايطاليا مدينة تورينو المحاضرة بخط منظمة الامم المتحدة في «التمويل الاجتماعي»
- 2005-«البوتوكول الدبلوماسي» في قواعد السلوك والمعايير الدولية (لندن)
- 2006-المحاضرة بخط منظمة الامم المتحدة في الأعمال التجارية والعلاقات الدواية بريطانيا العظمي، لندن.
- 2008-ايطاليا مدينة روما المحاضرة في موضوع تنمية قطاع التأجير في بلدان اوربا.
- 2008-اسبانيا مدينة برشلونة المحاضرة في موضوع تطوير قطاع التأجير في روسيا.

## نشاطه
- 2003-2000 كان رئيسا في هيئة «الحياة» غير الحكومية لقسم الحقوق الدولي.
- 2005-2003 كان رئيس لائحة "مشروع تطوير ازالة الفقر لممثلية منظمة الامم المتحدة الاذريبيجانية ثم منسقا لتنمية مشروع نظام الحماية الاجتماعية الوطنية واشترك من قرب في تحضير إستراتيجية ايجاد العمل والشغل في البلد لمشروع تنمية نظام الحماية الاجتماعية القومية الموقع عليه بين حكومة أذربيجان ومنظمة الامم المتحدة لاجل مشروع التنمية.
- 2006-2005 كان مديرا في القسم لتطوير الأعمال التجارية (Parex leasing and factoring mmc)
- 2008-2006 نائب المدير العام الجمعية ذات المسؤولية المحدودة (Parex Leasing and Factoring MMC)
- 2009-2008 مدير الجمعية ذات المسؤولية المحدودة العام (Parex Leasing and Factoting MMC)
- 2008- لاتفيا –رئيس غرفة التجارة الاذربيجانية.
- 2010-2009-البنك أذربيجان VTB مدير قسم العلاقات مع عملاء الشركات.
- 2011 - نائب المدير العام في الجمعية المساهمة المغلقة الهندسية الخدمات Ekol.
- أعطيت لرشاد اسماعيلوف الرتبة الدبلوماسية سفير مفوض بالدرجة الثانية فوق العادة فعين قنصلا عاما لقنصلية أذربيجان في باطومي في جورجيا وفي 7 فبراير عام 2018 وقع الرئيس إلهام علييف علي أمر بتعيين رشاد اسماعيلوف سفير فوق العادة ومفوض لجمهورية أذربيجان في دولة قطر.[3]

(Ing.National Woter Agency ANA)

## عائلته
متزوج وله ولدان.